# Tijara pape Ivana XXIII.
Tijara pape Ivana XXIII. je papinska tijara koja je predstavljena papi Ivanu XXIII. nakon njegova izbora za papu 1958. godine. Tijara je dovršena 1959. te je posvećena i predana papi u Vatikan.
Ova tijara je jedna od dvije najlakše od papinskih tijara. Teži oko 900 grama. Za vrijeme papinstva često je nosio ovu tijaru uz palatinsku i tijaru pape Pija IX.